# Temporada do Paysandu Sport Club de 2010
O Paysandu Sport Club em 2010 disputou três torneios distintos: o Campeonato Paraense (94º), Copa do Brasil (13º) e Campeonato Brasileiro - Série C (5º).Conquistou o Campeonato Paraense (44º título).

## Uniformes de Jogo

### Uniformes de Jogo
- 1º - Camisa azul, short azul e meias azuis;
- 2º - Camisa branca, short branco e meias brancas.

| Cores do Time · Cores do Time · Cores do Time · Cores do Time · Cores do Time | Cores do Time · Cores do Time · Cores do Time · Cores do Time · Cores do Time |  |

### Amistosos
| 12 de Janeiro | Paysandu | 1 - 0 | São Francisco de Barcarena | Curuzu, Belém |
| 16:00         | Didi     |       |                            |               |

| 23 de Maio | Seleção de Barcarena      | 2 - 3 | Paysandu                           |  |
|            | Gol marcado · Gol marcado |       | Leandro Camilo · Didi · Zé Augusto |  |

| 10 de Julho | Pedreira                  | 2 - 3 | Paysandu                |  |
|             | Gol marcado · Gol marcado |       | Bruno Rangel · Jenilson |  |

| 22 de Julho | Paysandu                             | 4 - 2 | Independente de Ourém     | Curuzu, Belém |
|             | Fabrício · Bruno Rangel · Zé Augusto |       | Gol marcado · Gol marcado |               |

| 11 de Setembro | Seleção de Ponta de Pedras | 0 - 3 | Paysandu                   |  |
|                |                            |       | Da Silva · Jean Sá · Bryan |  |

| 24 de Setembro | Paysandu   | 1 - 1 | Time Negra  | Curuzu, Belém |
|                | Zé Augusto |       | Gol marcado |               |

| 1 de Outubro Taça 'Lupercínio Oliveira' | Paysandu     | 1 - 1 | Tuna Luso  | Curuzu, Belém |
|                                         | Fabrício 46' |       | 05' Junior |               |

|  |     | Penalidades |
|  | 5–3 |             |

| 20 de Novembro | Seleção de Primavera | 0 - 2 | Paysandu        |  |
|                |                      |       | Tobias · Djalma |  |

| 27 de Novembro | Seleção de Ponta de Pedras | 0 - 2 | Paysandu         |  |
|                |                            |       | Héliton · Djalma |  |

### Campeonato Paraense

#### Taça Cidade de Belém
| 17 de Janeiro | Paysandu               | 2 - 1 | Independente-PA | Curuzu, Belém |
| 16:00         | Sandro Goiano · Moisés |       | Gol marcado     |               |

| 25 de Janeiro | Santa Rosa   | 1 - 1 | Paysandu                | Curuzu, Belém |
| 20:30         | Jeferson 38' |       | 23' (pen) Sandro Goiano |               |

| 30 de Janeiro | Paysandu              | 2 - 1 | Ananindeua  | Curuzu, Belém |
| 16:00         | Moisés · Luciano Dias |       | Gol marcado |               |

| 7 de Fevereiro | Paysandu   | 1 - 1 | Remo         | Mangueirão, Belém |
| 16:30          | Moisés 45' |       | 45+1' Vélber |                   |

| 18 de Fevereiro | Águia de Marabá           | 2 - 2 | Paysandu      | Zinho de Oliveira, Marabá |
| 20:00           | Gol marcado · Gol marcado |       | Sandro Goiano |                           |

| 21 de Fevereiro | Paysandu | 0 - 0 | Cametá | Curuzu, Belém |
| 16:00           |          |       |        |               |

| 28 de Fevereiro | São Raimundo-PA  | 3 - 2 | Paysandu                    | Colosso do Tapajós, Santarém |
| 16:00           | Filho · Max Jari |       | pen' Sandro Goiano · Moisés |                              |

Semifinal
| 6 de março | Independente-PA | 1 - 2 | Paysandu              | Navegantão, Tucuruí |
| 16:00      | Lima pen'       |       | Fabrício · Zé Augusto |                     |

Final
| 14 de Março | Paysandu                      | 4 - 2 | Remo                              | Mangueirão, Belém                      |
| 17:00       | Didi 17' 40' · Moisés 34' 89' |       | 44' (pen) Marciano · 53' Helliton | Público: 23 560 Árbitro: Evandro Roman |

| 21 de Março | Remo                               | 3 - 3 | Paysandu                            | Mangueirão, Belém                                |
| 17:00       | Marciano 22' 27' · Pedro Paulo 88' |       | 40' (pen) Fabrício · 50' 60' Moisés | Público: 35 517 Árbitro: Paulo César de Oliveira |

#### Taça Estado do Pará
| 24 de Março | Independente-PA                         | 3 - 3 | Paysandu                      | Navegantão, Tucuruí |
| 16:00       | Gol marcado · Gol marcado · Gol marcado |       | Bruno Rangel · Rogério Corrêa |                     |

| 27 de Março | Paysandu                      | 2 - 0 | Santa Rosa | Curuzu, Belém |
| 16:00       | Moisés 24' · Bruno Rangel 77' |       |            |               |

| 6 de Abril | Ananindeua | 1 - 2 | Paysandu                          | Curuzu, Belém |
| 20:30      | Kanu 83'   |       | 76' Bruno Rangel · 82' Zé Augusto |               |

| 11 de Abril | Remo                   | 2 - 1 | Paysandu         | Mangueirão, Belém |
| 16:00       | Marlon 03' · Landu 36' |       | 17' Bruno Rangel |                   |

| 18 de Abril | Paysandu                                       | 6 - 1 | Águia de Marabá | Curuzu, Belém |
| 16:00       | Bruno Rangel · Moisés · Thiago Potiguar · Didi |       | pen' Jales      |               |

| 24 de Abril | Cametá                 | 4 - 3 | Paysandu                | Parque do Bacurau, Cametá |
| 20:00       | Jaílson · Dudu · Torro |       | Sandro Goiano · Willyam |                           |

| 1 de Maio | Paysandu                                | 3 - 0 | São Raimundo-PA | Curuzu, Belém |
| 16:00     | Thiago Potiguar · Bruno Rangel · Moisés |       |                 |               |

Semifinal
| 8 de Maio | Remo                      | 2 - 2 | Paysandu               | Mangueirão, Belém |
| 16:00     | Gol marcado · Gol marcado |       | Moisés · Sandro Goiano |                   |

### Final (Taça Açaí)
| 30 de Maio | Águia de Marabá | 1 - 0 | Paysandu | Zinho de Oliveira, Marabá              |
| 16:00      | Jales 89'       |       |          | Público: 3 833 Árbitro: Leandro Vuaden |

| 6 de Junho | Paysandu                                             | 3 - 1 | Águia de Marabá | Mangueirão, Belém      |
| 16:00      | Marquinhos 27' · Leandro Camilo 60' · Zé Augusto 70' |       | 45' Ari         | Árbitro: Evandro Roman |

### Copa do Brasil

#### Primeira fase
Primeiro jogo
| 10 de fevereiro | Potyguar Seridoense | 0 – 0 | Paysandu | Estádio Bezerrão, Currais Novos              |
| 22:00           |                     |       |          | Público: 702 Árbitro: PE Emerson Luiz Sobral |

Segundo jogo
| 24 de fevereiro | Paysandu                    | 3 – 1 | Potyguar Seridoense | Estádio Curuzu, Belém                                         |
| 21:00           | Moisés 31', 63' · Brida 62' |       | 42' Roquete         | Público: 4,984 Árbitro: AP Elivaldo Cássio dos Santos Ribeiro |

### Segunda fase
Primeiro jogo
| 17 de março | Paysandu         | 1 – 2 | Palmeiras                  | Estádio Mangueirão, Belém                       |
| 21:50       | Bruno Rangel 25' |       | 12' Lincoln · 48' Ewerthon | Público: 27,703 Árbitro: RJ Rodrigo Nunes de Sá |

Segundo jogo
| 31 de março | Palmeiras  | 1 – 0  | Paysandu | Estádio Palestra Itália, São Paulo                |
| 19:30       | Robert 60' | Súmula |          | Público: 7,406 Árbitro: RJ Pablo dos Santos Alves |

### Série C

#### 1º fase
| 17 de julho   | Paysandu                                                                                 | 6 – 2          | Rio Branco-AC              | Estádio da Curuzu, Belém - PA                      |
| 16:00 (UTC-3) | Fabricio 10' (pen) · Bruno Rangel 17', 64', 90' · Marquinhos 51' · Alexandre Carioca 79' | Súmula Borderô | 7' (pen), 68' Valdir Papel | Público: 5,633 Árbitro: MA Róbson Martins Ferreira |

| 1º de agosto  | Paysandu            | 2 – 0          | Águia de Marabá | Estádio da Curuzu, Belém - PA                                |
| 16:00 (UTC-3) | Bosco 6', 89' (pen) | Súmula Borderô |                 | Público: 9,993 Árbitro: PA Fernando José de Castro Rodrigues |

| 7 de agosto   | Fortaleza | 1 – 1          | Paysandu          | Estádio Castelão, Fortaleza - CE                                   |
| 16:00 (UTC-3) | Tatu 82'  | Súmula Borderô | 58' Sandro Goiano | Público: 19,313 Árbitro: RN Paulo Jorge Rodrigues Brandão Figueira |

| 15 de agosto  | São Raimundo-PA | 0 – 2          | Paysandu              | Colosso do Tapajós, Santarém - PA                     |
| 17:00 (UTC-3) |                 | Súmula Borderô | 30', 36' Bruno Rangel | Público: 5,465 Árbitro: AM Edmar Campos da Encarnação |

| 22 de agosto  | Paysandu   | 1 – 1          | Fortaleza   | Estádio Mangueirão, Belém - PA                           |
| 16:00 (UTC-3) | Paulão 18' | Súmula Borderô | 85' Finazzi | Público: 23,769 Árbitro: GO André Luiz de Freitas Castro |

| 28 de agosto  | Águia de Marabá           | 2 – 1          | Paysandu            | Estádio Zinho de Oliveira, Marabá - PA             |
| 19:00 (UTC-3) | Ari 6' · Felipe Mamão 79' | Súmula Borderô | 36' Thiago Potyguar | Público: 2,196 Árbitro: PA Andrey da Silva e Silva |

| 5 de setembro | Paysandu         | 1 – 0          | São Raimundo-PA | Estádio da Curuzu, Belém - PA                                |
| 17:00 (UTC-3) | Bruno Rangel 28' | Súmula Borderô |                 | Público: 7,827 Árbitro: PA Fernando José de Castro Rodrigues |

| 19 de setembro | Rio Branco-AC                             | 3 – 1          | Paysandu               | Arena da Floresta, Rio Branco - AC              |
| 15:00 (UTC-4)  | Juliano César 17', 37' · Marcelo Brás 50' | Súmula Borderô | 75' (pen) Bruno Rangel | Público: 543 Árbitro: SP Rodrigo Martins Cintra |

#### Quartas de final
| 9 de outubro  | Salgueiro     | 1 – 1          | Paysandu       | Estádio Salgueirão, Salgueiro - PE                |
| 16:00 (UTC-3) | Beá 42' (pen) | Súmula Borderô | 72' Lúcio Bala | Público: 5,294 Árbitro: BA Jaílson Macedo Freitas |

| 17 de outubro | Paysandu                      | 2 – 3          | Salgueiro                                         | Estádio da Curuzu, Belém - PA                    |
| 09:00 (UTC-3) | Bruno Rangel 10' · Paulão 68' | Súmula Borderô | 19' Fágner · 59' Júnior Ferrim · 67' Edu Chiquita | Público: 15,115 Árbitro: DF José de Caldas Souza |

### Desempenho dos treinadores
| Técnico              | J  | V  | E  | D | GP | GC | SG | %     |
| -------------------- | -- | -- | -- | - | -- | -- | -- | ----- |
| Luiz Carlos Barbieri | 10 | 4  | 5  | 1 | 14 | 10 | 4  | 56,66 |
| Charles Guerreiro    | 31 | 15 | 8  | 8 | 68 | 45 | 23 | 56,98 |
| Lecheva (Interino)   | 2  | 2  | 0  | 0 | 4  | 0  | 4  | 100   |
| Total                | 43 | 21 | 13 | 9 | 86 | 55 | 31 | 58,91 |